# Iulian Teodosiu
Iulian Teodosiu, né le 30 septembre 1994 à Slobozia, est un escrimeur roumain pratiquant le sabre.

## Carrière
Iulian Teodosiu rejoint l'équipe de Roumanie en 2012, après les Jeux olympiques de Londres et le départ de trois des quatre membres de l'équipe. L'équipe rajeunie autour de Tiberiu Dolniceanu obtient dès l'année de sa formation des résultats prometteurs. Durant les championnats du monde 2013, les Roumains battent de justesse la Hongrie, pays hôte, puis la Biélorussie en demi-finale sur le score de 45-44. La finale tourne à l'avantage de la Russie (45-38) et la Roumanie obtient la médaille d'argent.
Une seconde médaille internationale vient en 2016 pour le jeune sabreur qui a alors vingt-et-un ans. Exclue du programme olympique pour les Jeux de 2016, l'épreuve de sabre masculin par équipes se déroule dans le cadre de championnats du monde réduits à deux épreuves. Les Roumains, descendus au septième rang mondial, créent une surprise en éliminant l'Italie (no 2 mondiale) en quarts de finale (45-43). Malgré une lourde défaite contre la Russie en demi-finale (45-24), Teodosiu et ses équipiers se reprennent pour battre l'Iran en match pour la troisième place (45-35) et remporter la médaille de bronze.

## Palmarès
- Championnats du monde d'escrime
  -  Médaille d'argent par équipes aux championnats du monde d'escrime 2013 à Budapest
  -  Médaille de bronze par équipes aux championnats du monde d'escrime 2016 à Rio de Janeiro

## Classement en fin de saison
| Année | 2013 | 2014 | 2015 | 2016 |
| ----- | ---- | ---- | ---- | ---- |
| Rang  | 129  | 64   | 47   |      |